# Panulirus ornatus
Panulirus ornatus är en kräftdjursart som först beskrevs av Fabricius 1798.  Panulirus ornatus ingår i släktet Panulirus och familjen Palinuridae. IUCN kategoriserar arten globalt som livskraftig. Inga underarter finns listade i Catalogue of Life.